# Ponte dei Leoni (Monza)
Il Ponte dei Leoni è uno storico ponte sul fiume Lambro, a Monza. Sorge in corrispondenza del più vecchio Ponte d'Arena, di epoca romana, all'epoca in rovina.

## Storia e descrizione

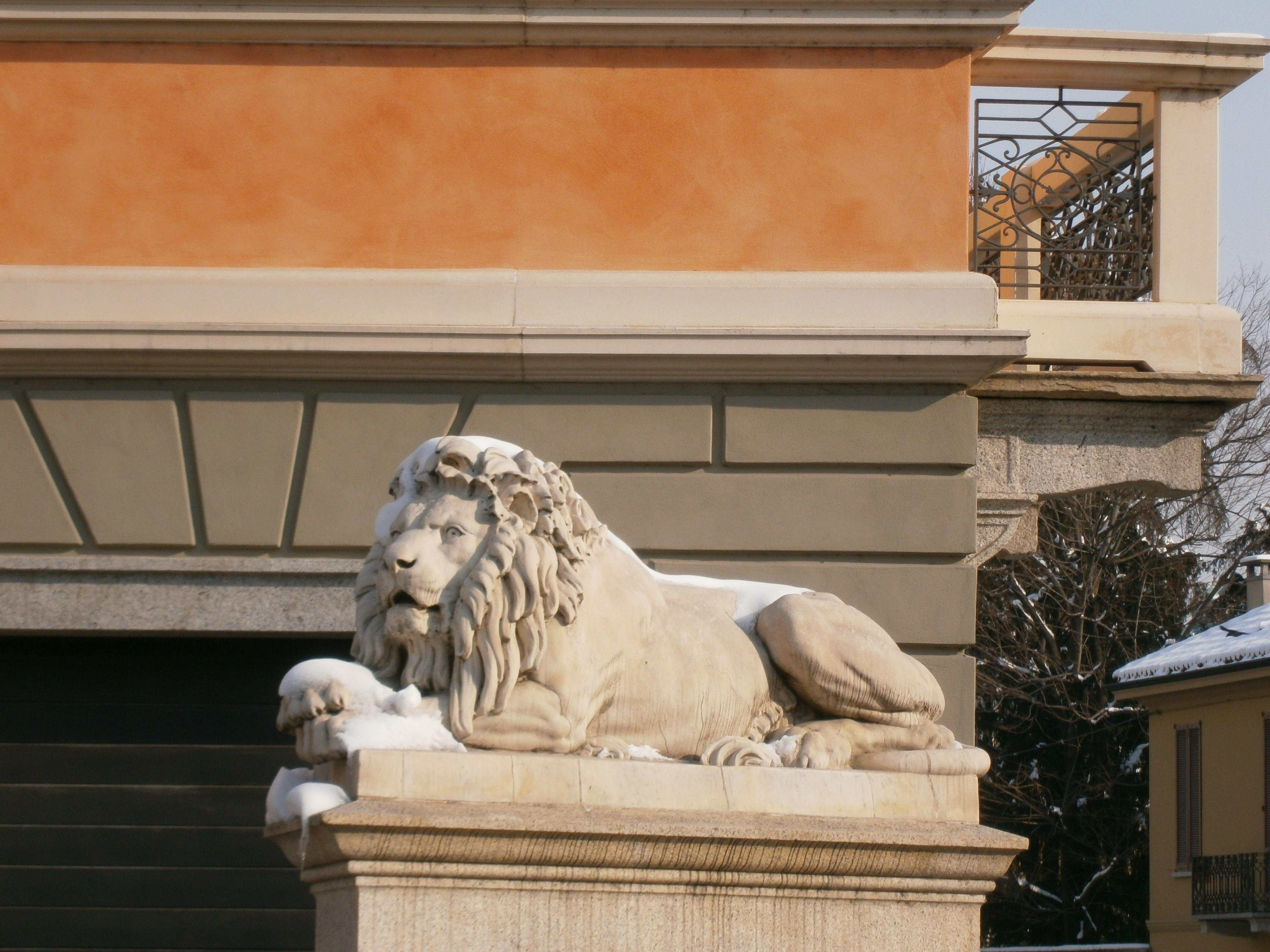
Uno dei quattro leoni del ponte.

Venne costruito in occasione della risistemazione della via militare per Lecco e per il Tirolo, che comportò il totale riassetto urbanistico della zona compresa fra l'Arengario e il Lambro. Il precedente Ponte d'Arena, lungo quasi il triplo con le sue sette arcate, metteva infatti in collegamento trasversalmente le due rive del fiume, garantendo l'accesso alla città attraverso la Torre di Teodolinda. Con la nuova sistemazione la nuova larga strada che si veniva a creare non puntava più a quest'ultima, ma all'Arengario, che la chiudeva prospetticamente a ovest.
In chiave retorica questo era l'accesso monumentale alla città dall'Austria: l'avvio dei lavori infatti, fortemente voluti dall'Impero austriaco, coincise con l'incoronazione di Ferdinando I d'Austria a Re del Regno Lombardo-Veneto, avvenuta nel settembre del 1838 al quale vennero dedicati la strada, Ferdinandea, e il ponte.
I lavori si protrassero fino al 1840. Il nuovo ponte, che esaltava la forza e l'egemonia dell'Impero austriaco, si componeva di tre arcate con spallette in granito. Ai quattro angoli covano altrettanti leoni in marmo di Carrara, opera dello scultore milanese Antonio Tantardini, agli inizi della sua attività artistica. Il disegno del ponte è dell'ingegner Caimi, la sua costruzione venne invece affidata per asta al capomastro Bardelli, per la somma di 71.433 lire, che comprendevano anche la cessione dei materiali del vecchio Ponte d'Arena.
Storicamente sul ponte sorgevano anche delle lanterne con illuminazione a gas.